# 3837 Carr
3837 Carr (1981 JU2) là một tiểu hành tinh vành đai chính được phát hiện ngày 6 tháng 5 năm 1981 bởi Carolyn S. Shoemaker ở Palomar.